# Francisco Castrejón
Francisco Castrejón Ramírez, né le 11 juin 1947 à Tuxpan au Mexique, est un joueur de football international mexicain, qui évoluait au poste de gardien de but, avant de devenir ensuite entraîneur.

## Biographie

### Carrière de joueur

#### Carrière en club
Avec le Club América, il remporte une Copa Interamericana, un championnat du Mexique et une Supercoupe du Mexique.

#### Carrière en sélection
Avec l'équipe du Mexique, il joue 28 matchs entre 1969 et 1981. 
Il figure dans le groupe des sélectionnés lors de la Coupe du monde de 1970. Lors du mondial organisé dans son pays natal, il ne joue aucun match. Il dispute toutefois 7 matchs comptant pour les tours préliminaires du mondial 1978.

## Palmarès
| Pumas UNAM - Championnat du Mexique : - Vice-champion : 1967-68.                                       |  | Club América \| - Championnat du Mexique (1) : - Champion : 1975-76. - Supercoupe du Mexique (1) : - Vainqueur : 1976. \| \| - Copa Interamericana (1) : - Vainqueur : 1977. \| |
| - Championnat du Mexique (1) : - Champion : 1975-76. - Supercoupe du Mexique (1) : - Vainqueur : 1976. |  | - Copa Interamericana (1) : - Vainqueur : 1977. |